# David Yip
David Yip est un acteur britannique né le 4 juin 1951 à Liverpool.

## Filmographie

### Cinéma
- 1979 : The Quatermass Conclusion : Frank Chen
- 1984 : Indiana Jones et le Temple maudit : Wu Han
- 1985 : Dangereusement vôtre : Chuck Lee
- 1987 : Ping Pong : Mike Wong
- 1987 : Out of Order : un policier
- 1994 : Goodbye Hong Kong : Peter Ma
- 1996 : Hamlet
- 1999 : Haute Voltige : le chef de la police
- 1999 : Fast Food : M. Fortune-cookie
- 2001 : My Kingdom : Merv
- 2008 : Act of Grace : Kai
- 2009 : The School That Roared : le père de Winnie
- 2011 : Re-Evolution : le conseiller
- 2015 : Emper : Zhang
- 2015 : All That Remains : Noburu Nagai

### Télévision
- 1975 : Whodunnit? : Ray Hunt (1 épisode)
- 1979 : Docteur Who : Veldan (2 épisodes)
- 1979 : Quatermass : Frank Chen (2 épisodes)
- 1981-1982 : The Chinese Detective : Détective John Ho (14 épisodes)
- 1982 : Les Professionnels : un éditeur (1 épisode)
- 1989 : Brookside : Michael Choi (17 épisodes)
- 1989-1990 : Making Out : M. Kim (3 épisodes)
- 1991 : Tatort : Chow Hap-man (1 épisode)
- 1993 : Every Silver Lining : Leonard (6 épisodes)
- 1996 : Bugs : Chaku (1 épisode)
- 2000 : Les Mille et Une Nuits : Assad
- 2002 : Oscar Charlie : Dr Pang (6 épisodes)
- 2003 : The Bill : Li Chen (1 épisode)
- 2006 : Casualty : Jiang Guang (1 épisode)
- 2013 : Holby City : Raymond Lo (2 épisodes)
- 2014 : 24 heures chrono : Président Wei (2 épisodes)

### Jeu vidéo
- 1999 : Silver : Cagen
- 2001 : Fate of the Dragon
- 2003 : Warhammer 40,000: Fire Warrior : Ko'vash
- 2010 : Just Cause 2
- 2011 : Brink : voix additionnelles